# Mannen i vita kostymen
Mannen i vita kostymen är en brittisk film från 1951 i regi av Alexander Mackendrick, med Alec Guinness i huvudrollen. Filmen hade svensk premiär den 28 januari 1952.
År 1999 placerade British Film Institute filmen på 58:e plats på sin lista över de 100 bästa brittiska filmerna genom tiderna.

## Handling
En forskare/kemist (Guinness) vid en textilfabrik i Manchester uppfinner ett tyg som aldrig blir smutsigt och aldrig går sönder. Hans chefer blir först jätteglada, men både de och arbetarna på fabriken inser att hans tyg är ett hot mot hela textilindustrin, och gör allt för att stoppa honom och hans tyg.

## Om filmen
Mannen i vita kostymen visades i SVT i mars 2022.

## Rollista
- Alec Guinness – Sidney Stratton
- Joan Greenwood – Daphne Birnley
- Cecil Parker – Alan Birnley
- Michael Gough – Michael Corland
- Ernest Thesiger – Sir John Kierlaw
- Howard Marion-Crawford – Cranford
- Henry Mollison – Hoskins
- Vida Hope – Bertha
- Patric Doonan – Frank
- Duncan Lamont – Harry
- Harold Goodwin – Wilkins
- Colin Gordon – Hill
- Joan Harben – Miss Johnson
- Arthur Howard – Roberts
- Roddy Hughes – Green
- Stuart Latham – Harrison
- Miles Malleson – skräddaren
- Edie Martin – Mrs. Watson
- Mandy Miller – Gladdie
- Charlotte Mitchell – Mill Girl
- Olaf Olsen – Knudsen
- Desmond Roberts – Mannering
- Ewan Roberts – Fotheringay
- John Rudling – Wilson